# Мовчан, Андрей Сергеевич
Андрей Сергеевич Мовчан  (1980, с. Большие Осняки , Черниговская область — 20 февраля 2014, Киев) — общественный активист, волонтёр Евромайдана. Герой Украины (2014, посмертно).

## Биография
Жил в Святошинском районе города Киева недалеко от станции метро «Святошин». После службы в армии, закончил в 2001 году Киевское профессионально-техническое училище № 17 по специальности помощник машиниста электропоезда. С 2001 года работал по специальности в моторвагонном депо Фастов. В период с 2002—2007 учился в Киевском институте железнодорожного транспорта. Работал в Национальном театре им. И. Франко мастером сцены. Член «Демократического Альянса». Был волонтером на Майдане.
На Майдане был в 2004 году, на Евромайдане был с первого дня. Состоял в самообороне. Погиб 20 февраля 2014 года от пулевого ранения на баррикадах.
Тело Мовчана было выставлено для прощания в театре, на Майдане, было провезено по городу до дома, где проживал. Затем тело было отвезено в Чернигов на Красную площадь 22 февраля. Похоронен 23 февраля в селе Великие Осняки Репкинского района.
- В Киеве на здании школы № 73 (проспект Победы, 86), где учился Андрей Мовчан, ему установлена памятная табличка.

### Награды
- Звание Герой Украины с вручением ордена «Золотая Звезда» (21 ноября 2014, посмертно) — за гражданское мужество, патриотизм, героическое отстаивание конституционных принципов демократии, прав и свобод человека, самоотверженное служение Украинскому народу, обнаруженные во время Революции достоинства[1]
- Медаль «За жертвенность и любовь к Украине» (УПЦ КП, июнь 2015) (посмертно)[2]